# Novorosiiske, Bereznehuvate
Novorosiiske (în ucraineană Новоросійське) este un sat în comuna Lepetîha din raionul Bereznehuvate, regiunea Mîkolaiiv, Ucraina.

## Demografie
Componența lingvistică a localității Novorosiiske
     Ucraineană (84,42%)
     Rusă (14,29%)
     Belarusă (1,3%)
Conform recensământului din 2001, majoritatea populației localității Novorosiiske era vorbitoare de ucraineană (84,42%), existând în minoritate și vorbitori de rusă (14,29%) și belarusă (1,3%).